# Pentaphylacaceae
Pentaphylacaceae nom. cons., biljna porodica u redu vrjesolike (Ericales). Ime dolazi po rodu Pentaphylax, a pripada joj i rod ternstremija (Ternstroemia), po kojem je bila imenovana porodica Ternstroemiaceae.
Ukupno postoji oko 470 vrsta i 13 rodova. Rodu Pentaphylax pripada zimzeleni grm ili manje drvo, Pentaphylax euryoides, koji raste po Kini, Burmi, Vijetnamu, Tajlandu, Laosu, Kambodži, Malajskom poluotoku i Sumatri.

## Opis
Pentaphylacaceae, porodica cvjetnica iz reda Ericales, koja se sastoji od nekih 12 rodova. Porodicu karakteriziraju mali cvjetovi koji se nalaze pojedinačno u pazušcima listova (gdje se spajaju stabljika lista i grana) i zakrivljeni embriji. Restrukturiran sustavom botaničke klasifikacije Angiosperm Phylogeny Group III (APG III) 2009. godine, Pentaphylacaceae se sastoji od tri skupine koje su prethodno bile smještene u različite porodice.
Prva skupina, rod Pentaphylax, sastoji se od jedne vrste drveća (P. euryoides) koja je rasprostranjena od Sumatre do Kine. Ima spiralno poredane zimzelene listove cjelovitih rubova (glatke, bez zubaca). Čini se da su peludne vrećice poprečno položene na čvrste niti, a otvaraju se preklopcima. Postoje samo dvije jajne stanice u svakoj komori jajnika i one proizvode krilato sjeme.
Drugu skupinu čini potporodica Ternstroemioideae, s dva roda zimzelenih grmova do drveća kojih ima posebno u izobilju u jugoistočnoj Aziji, Srednjoj Americi i Južnoj Americi. Rod Ternstroemia ima više od 90 pantropskih vrsta. Ove vrste imaju lišće umetnuto oko stabljike; nemaju zube i pojavljuju se samo na kraju svakog koraka rasta.
Treća skupina uključuje 9 rodova i više od 230 vrsta. Eurya (oko 75 vrsta) dolazi od Azije i Malezije do zapadnog Pacifika, a Adinandra (75 vrsta) je indo-malezijska. Rod Freziera (oko 57 vrsta) potpuno je američki. Listovi u ovoj skupini često su nazubljeni i mogu ostati smotani dok se izdužuju, tako da donja površina oštrice ima uzdužne oznake. Cvjetovi se također pojavljuju u grozdovima u pazušcima listova i obično daju bobičasto voće. Eurya i Freziera uglavnom rastu u planinskim staništima; oba roda imaju muške i ženske cvjetove koji rastu na različitim biljkama.

## Tribusi i rodovi
1. Frezierieae DC.
  1. Adinandra Jack
  2. Archboldiodendron Kobuski
  3. Balthasaria Verdc.
  4. Cleyera Thunb., klejera
  5. Eurya Thunb.
  6. Euryodendron Hung T.Chang
  7. Freziera Willd.
  8. Symplococarpon Airy Shaw
  9. Visnea L. f., mokan drvo
2. Pentaphylaceae P.F. Stevens & A. L. Weitzman
  1. Pentaphylax Gardner & Champ.
3. Ternstroemieae DC.
  1. Anneslea Wall.
  2. Ternstroemia Mutis ex L. f., ternstremija